# Aurelia (Schiff, 1979)

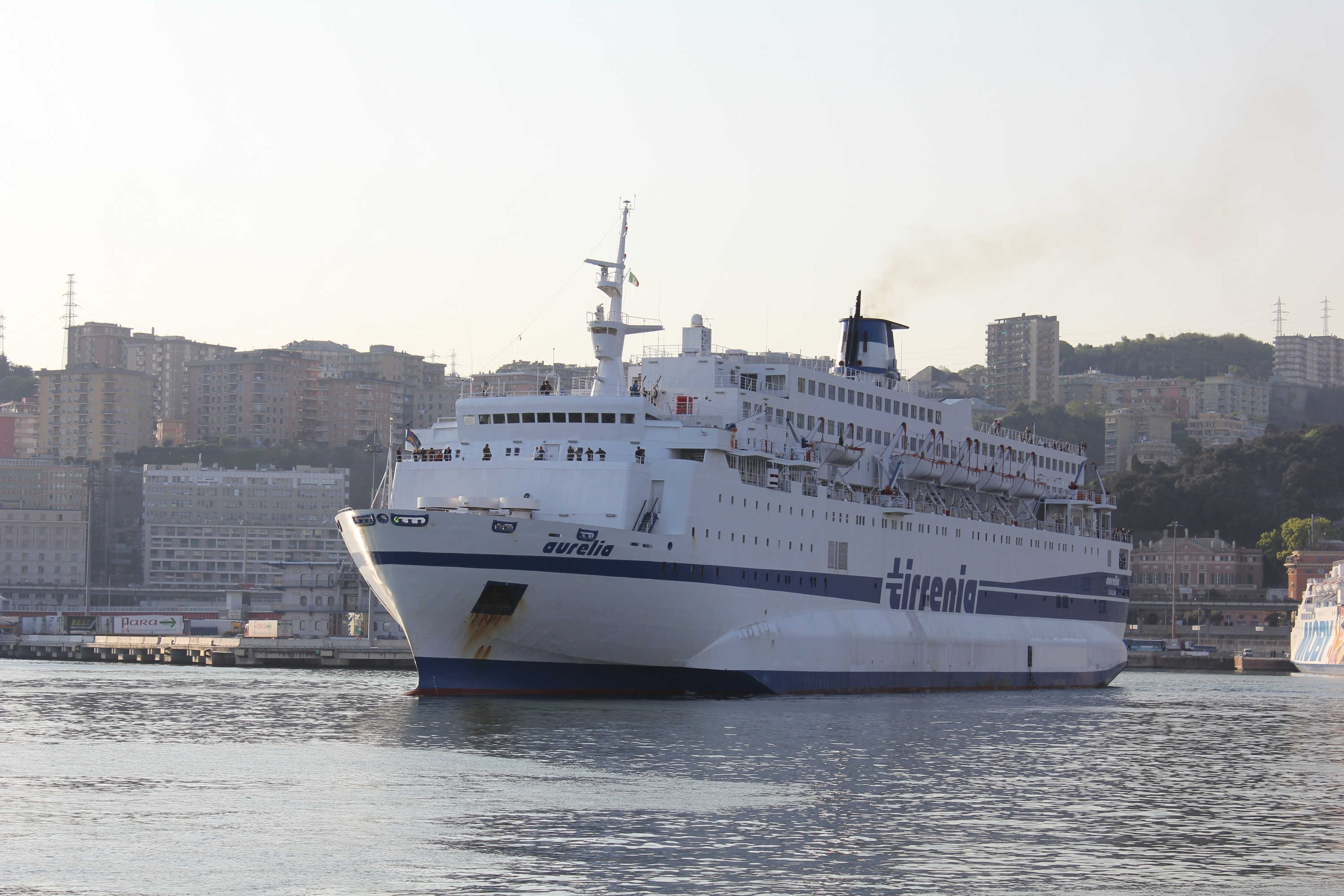
Die Aurelia in Genua, April 2011

Die Aurelia ist eine RoRo-Auto- und Personenfähre der italienischen Reederei Tirrenia di Navigazione. Ihr Heimathafen ist Cagliari, ihre IMO-Nummer 7602120. Sie gehört zu  einer Klasse von sechs Schiffen, die von 1979 bis 1981 für die Tirrenia di Navigazione gebaut und nach Römischen Konsularstraßen benannt wurden.

## Bau, Umbauten und Technische Daten
Die Aurelia lief am 24. November 1979 auf der Werft von Fincantieri in Castellammare mit der Baunummer 4351 vom Stapel und wurde am 20. November 1980 auf der Linie zwischen Genua, Palermo und Porto Torres in Dienst gestellt. Sie war 136 Meter lang und 23,04 m breit, hatte 6,02 m Tiefgang und war mit 9.485 BRT vermessen. Sie konnte rund 1.000 Passagiere (davon 568 in Kabinen) und 470 PKW befördern. Zwei Schiffsdiesel des Typs GMT A420.16 von Grandi Motori Trieste mit zusammen 19.200 kW erlaubten eine Höchstgeschwindigkeit von 19,5 Knoten.
Aufgrund der rapiden Zunahme des Fährverkehrs von und nach Sardinien in den Sommermonaten beschloss die Tirrenia 1986, alle sechs Schiffe der Klasse zu vergrößern. Im Winter 1986/87 wurde die Aurelia auf der Fincantieri-Werft in Triest durch den Einbau eines 12 m langen Zwischenstücks mittschiffs auf insgesamt 147,99 m verlängert und auf 25,4 m verbreitert. Gleichzeitig wurde ein weiteres Deck aufgesetzt. Damit stieg die Vermessung auf 12.523 BRT und die Transportkapazität auf etwa 2.000 Passagiere und 610 Autos. Im Sommer 1987 war das Schiff wieder in Dienst.
Anfang 1992 wurden die Aurelia und ihre Schwesterschiffe Clodia und Nomentana bei der Werft Industrie Navali Meccaniche Affini SpA (INMA) in La Spezia ein weiteres Mal erheblich umgebaut, wobei sie jeweils um zwei weitere Decks erhöht und zur Verbesserung ihrer Stabilität mit Seitenwülsten ausgestattet wurden. Dieser zweite Umbau erhöhte den Tiefgang auf 6,1 m, die Bruttoraumzahl auf 14.384 BRZ und die Ladekapazität auf maximal 2.280 Passagiere und 650 Autos, reduzierte aber gleichzeitig die Geschwindigkeit auf etwa 17 Knoten. Auch die Manövrierfähigkeit verminderte sich wegen der erheblich größeren dem Wind ausgesetzten Seitenfläche. Bereits im Mai 1992 war die Aurelia wieder im Dienst.
Im Winter 2002/03 wurde die Aurelia bei Fincantieri in Palermo einer Innenrenovierung unterzogen, um sie dem Hotel-Standard der übrigen Tirrenia-Flotte anzupassen. Alle Kabinen auf dem obersten Deck wurden in Erste-Klasse-Kabinen mit Bad umgewandelt, und die Bar auf Deck 11 wurde entfernt, um Platz für weitere Kabinen zu machen. Zur Ausstattung der Aurelia gehören heute Rezeption, Bar, Kino, Restaurant, Cafeteria, 295 Kabinen der ersten Klasse und 119 der Zweiten Klasse mit insgesamt 1.360 Betten, und zwei Rolltreppen.
Das Schiff hat 11 Decks:
- 1: Maschinenanlage
- 2 (Copertino): Wagendeck, und 119 Kabinen der Zweiten Klasse
- 3 (Principale): Wagendeck
- 4 (Piattaforma): Wagendeck
- 5 (Superiore): Wagendeck
- 6 (Coperta): Wagendeck, und 48 Kabinen der Ersten Klasse
- 7 (Saloni): Empfang, Bar, Kino, Restaurant, Cafeteria, Videospielraum, 41 Kabinen der Ersten Klasse
- 8 (Imbarcazioni): Aufenthaltsräume, Erste Hilfe
- 9 (Comando): 83 Kabinen der Ersten Klasse
- 10 (Aurora): 87 Kabinen der Ersten Klasse
- 11 (Belvedere): 36 Kabinen der Ersten Klasse, Sonnendeck

## Dienst
Die Aurelia wurde im Laufe der Jahre auf mehreren Linien der Tirrenia eingesetzt, aber meistens fuhr sie auf den Strecken Porto Torres–Genua, Olbia–Civitavecchia und Cagliari–Civitavecchia, ab 2006 auch Bari–Durrës. Gegenwärtig bedient sie die Route Civitavecchia–Arbatax–Cagliari.
Nach dem Brand auf der Fähre Vincenzo Florio vor Palermo am 29. Mai 2009 plante die Reederei, die Aurelia an Stelle der Florio auf der Strecke Neapel–Palermo einzusetzen, aber bei der notwendigen Sicherheitsüberprüfung wurden zahlreiche Mängel an wichtigen Sicherheits- und Navigationssystemen festgestellt, die einen weiteren Einsatz verhinderten. Die Aurelia wurde daraufhin durch die Janas ersetzt und erst nach der Behebung der Schwachstellen wieder in Dienst genommen.

## Schiffe der Klasse
Schwesterschiffe sind die Domiziana (1978), die Clodia (1979), die Nomentana (1979), die Emilia (1979) und die Flaminia (1980).
1992 wurden neben der Aurelia auch die Clodia und die Nomentana bei INMA in La Spezia um zwei zusätzliche Decks erhöht und mit Seitenwülsten zur Verbesserung ihrer Stabilität ausgestattet. Die drei anderen Schwesterschiffe, Domiziana, Adriatica und Flaminia, wurden nicht noch einmal umgebaut und haben daher heute ein sehr anderes Aussehen als die anderen drei Schiffe der Klasse.
Die 2002/03 auf der Aurelia vorgenommene Innenrenovierung wurde danach auch bei der Clodia und der Nomentana durchgeführt. Die Clodia kam im Juni 2003, die Nomentana im Juni 2004 nach diesen Umbauten zur Flotte zurück.